# Hyocomium jamesonii
Hyocomium jamesonii là một loài Rêu trong họ Hypnaceae. Loài này được (Taylor) Spruce mô tả khoa học đầu tiên năm 1867.